# 島根県道234号五十猛港線
島根県道234号五十猛港線（しまねけんどう234ごう いそたけこうせん）は、島根県大田市を通る一般県道である。

## 概要
五十猛港から大田市五十猛町に至る。

### 路線データ
- 起点：大田市五十猛町（五十猛港）
- 終点：大田市五十猛町（国道9号交点）

## 歴史
- 1966年（昭和41年）3月29日 - 島根県告示第423号により認定される。
- 1972年（昭和47年）頃 - 現行の県道番号に変更される。

## 地理

### 通過する自治体
- 大田市

### 交差する道路
| 交差する道路 | 交差する場所 | 交差する場所 |
| ------------ | ------------ | ------------ |
| 国道9号      | 五十猛町     | 終点         |

### 交差する鉄道
- 山陰本線

### 沿線
- 五十猛港
- 五十猛郵便局
- 大田市立五十猛小学校（終点付近）